# Andrei Nikolajewitsch Sergejew
Andrei Nikolajewitsch Sergejew (russisch Андрей Николаевич Сергеев; * 26. März 1991 in Simferopol, Ukrainische SSR) ist ein russischer Eishockeyspieler, der seit Mai 2020 beim HK Dynamo Moskau aus der Kontinentalen Hockey-Liga (KHL) unter Vertrag steht und dort auf der Position des Verteidigers spielt.

## Karriere
Andrei Sergejew begann seine Karriere als Eishockeyspieler in der Nachwuchsabteilung von Neftechimik Nischnekamsk, für dessen zweite Mannschaft er von 2007 bis 2009 in der drittklassigen Perwaja Liga aktiv war. Parallel spielte er in der Saison 2008/09 für die Profimannschaft von Neftjanik Leninogorsk in der Wysschaja Liga, der zweiten russischen Spielklasse. In der folgenden Spielzeit lief der Verteidiger erneut in der Wysschaja Liga, jedoch diesmal für Ariada-Akpars Wolschsk, auf. Die restliche Zeit verbrachte er für Neftechimiks Juniorenmannschaft Reaktor in der Nachwuchsliga Molodjoschnaja Chokkeinaja Liga. Für die Profimannschaft von Neftechimik stand er zudem in einem einzigen Spiel in der Kontinentalen Hockey-Liga auf dem Eis.
Die Saison 2010/11 verbrachte Sergejew meist in der MHL in der Juniorenmannschaft von Neftechimik, während er nur sporadisch im Kader des KHL-Teams stand. Im Januar 2011 wechselte er innerhalb der KHL zum HK ZSKA Moskau, für dessen Juniorenteam Krasnaja Armija er ebenfalls in der MHL aktiv war.
Im Januar 2013 wurde Sergejew zunächst an Amur Chabarowsk ausgeliehen, ehe er im Mai des gleichen Jahres zum HK Spartak Moskau wechselte. Nach der Saison 2013/14 zog sich Spartak vom Spielbetrieb zurück und sein Vertrag wurde zunächst vom SKA Sankt Petersburg übernommen. Kurz vor Saisonbeginn, im August 2014, wurde er denn vom SKA an den HK Jugra Chanty-Mansijsk abgegeben. Dort agierte er als Assistenzkapitän und erzielte in der Saison 2014/15 20 Scorerpunkte, ehe er am 27. Mai 2015 gegen Zahlung einer Entschädigung zum SKA zurückkehrte. Noch am gleichen Tag wurde er an Neftechimik Nischnekamsk abgegeben. Dort war der Verteidiger insgesamt fünf Spielzeiten bis zum Sommer 2020 aktiv, ehe er zum HK Dynamo Moskau wechselte.

### International
Für Russland nahm Sergejew an der U18-Junioren-Weltmeisterschaft 2009 sowie der U20-Junioren-Weltmeisterschaft 2011 teil. Bei der U18-WM gewann er mit seiner Mannschaft die Silber-, bei der U20-WM die Goldmedaille. Zum Titelgewinn bei der U20-WM 2011 trug er mit einem Tor in sieben Spielen bei. Zudem spielte er mit der russischen Studentenauswahl bei der Winter-Universiade 2011 im türkischen Erzurum, bei der durch einen Finalsieg gegen die weißrussischen Studenten der Titelgewinn gelang.

## Erfolge und Auszeichnungen
- 2011 Charlamow-Pokal-Gewinn mit Krasnaja Armija Moskau
- 2011 KHL-Rookie des Monats September

### International
- 2009 Silbermedaille bei der U18-Junioren-Weltmeisterschaft
- 2011 Goldmedaille bei der U20-Junioren-Weltmeisterschaft
- 2011 Goldmedaille bei der Winter-Universiade

## Karrierestatistik
Stand: Ende der Saison 2019/20

### International
(Legende zur Spielerstatistik: Sp oder GP = absolvierte Spiele; T oder G = erzielte Tore; V oder A = erzielte Assists; Pkt oder Pts = erzielte Scorerpunkte; SM oder PIM = erhaltene Strafminuten; +/− = Plus/Minus-Bilanz; PP = erzielte Überzahltore; SH = erzielte Unterzahltore; GW = erzielte Siegtore; 1 Play-downs/Relegation; Kursiv: Statistik nicht vollständig)